# William Lyttelton, 1. Baron Lyttelton

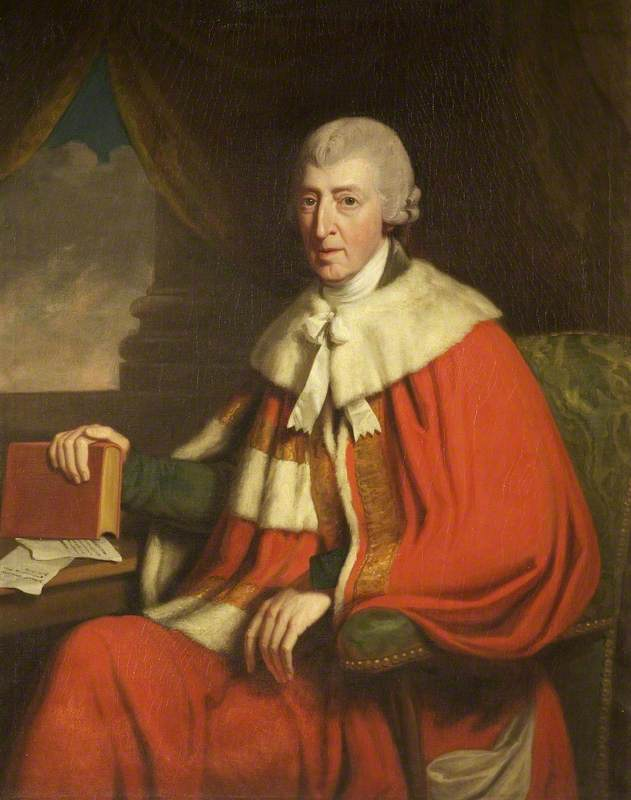
William Lyttelton, 1. Baron Lyttelton

William Lyttelton, 1. Baron Lyttelton (* 24. Dezember 1724 in England; † 14. September 1808 in Stourbridge, damals Teil von Worcestershire, England) war ein britischer Adliger, Politiker, Diplomat und Kolonialgouverneur.

## Leben
William Lyttelton war ein Sohn von Sir Thomas Lyttelton (1686–1751), der zwischen 1721 und 1741 ebenfalls Mitglied im britischen Unterhaus war. Er absolvierte das Eton College und das St. Mary Hall College der University of Oxford. 1748 wurde er am Inner Temple in London als Barrister zugelassen. Später erhielt er von der University of Oxford den Titel eines juristischen Ehrendoktors.
Zwischen 1748 und 1755 vertrat er den damaligen Wahlbezirk Bewdley im britischen House of Commons. Im Jahr 1755 wurde er als Nachfolger von James Glen zum Kolonialgouverneur der Province of South Carolina ernannt. Auf dem Weg dorthin wurde sein Schiff von französischen Kriegsschiffen gestoppt und er wurde für kurze Zeit deren Gefangener. Am 1. Juni 1756 kam er in Charleston an, wo er umgehend sein neues Amt übernahm. Diesen Posten hatte er bis zum 5. April 1760 inne. In diese Zeit fiel der Siebenjährige Krieg in Nordamerika, in den auch South Carolina hineingezogen wurde. Global gesehen ging es in diesem Krieg um die Vorherrschaft zwischen Großbritannien und Frankreich. Beide Seiten zogen in Nordamerika Indianerstämme auf ihre Seite, die dann an Kriegshandlungen teilnahmen. So kam es auch in South Carolina zu Indianerkriegen. Lyttelton war als Gouverneur bestrebt, die Handelsinteressen seiner Kolonie zu verteidigen, die durch den Krieg gefährdet waren. Neben dem Krieg hatte er es auch mit inneren Konflikten zu tun. So kam es zwischen seiner Regierung und dem kolonialen Parlament zu Streitereien über Verfassungsfragen. Diese Probleme blieben bis zum Ende seiner Amtszeit ungelöst. Im Jahr 1760 wurde Lyttelton durch William Bull II ersetzt, nachdem der ursprünglich nominierte Kandidat Thomas Pownall dieses Amt abgelehnt hatte.
Noch im Jahr 1760 kehrte William Lyttelton nach Großbritannien zurück, wo neue Aufgaben auf ihn warteten. Zwischen 1762 und 1766 war er als Nachfolger von Henry Moore Kolonialgouverneur von Jamaika und danach von 1766 bis 1771 britischer Botschafter in Portugal. Von 1774 bis 1790 war er erneut Abgeordneter für Bewdley im House of Commons. 1776 wurde er in der Peerage of Ireland zum Baron Westcote, of Ballymore in the County of Longford, erhoben und wurde dadurch auch Mitglied des irischen House of Lords. Von 1777 bis 1782 hatte er das britische Amt eines Lord of the Treasury inne. Im Jahr 1779 erbte er von seinem kinderlosen Neffen Thomas Lyttelton, 2. Baron Lyttelton einen großen Teil von dessen Familienbesitz sowie den 1618 in der Baronetage of England geschaffenen Adelstitel 7. Baronet, of Frankley in the County of Worcester. 1792 veröffentlichte er die Abhandlung An Historical Account of the Constitution of Jamaica. Am 13. August 1794 wurde er in der Peerage of Great Britain zum Baron Lyttelton, of Frankley in the County of Worcester, erhoben und dadurch Mitglied des britischen House of Lords. Er starb am 14. September 1808.

## Ehen und Nachkommen
1761 heiratete er in erster Ehe Mary Macartney († 1765), mit der er drei Kinder hatte:
- Hon. Hester Lyttelton († 1785), ⚭ Sir Richard Hoare, 2. Baronet (1758–1838);
- Hon. Charles Lyttelton (⚔ um 1781), Offizier der Royal Navy;
- George Lyttelton, 2. Baron Lyttelton (1763–1828).

In zweiter Ehe heiratete er 1774 Caroline Bristow († 1809), mit der er zwei Kinder hatte:
- Hon. Caroline Lyttelton († 1833), ⚭ Rt. Hon. Reginald Pole-Carew (1753–1835);
- William Lyttelton, 3. Baron Lyttelton (1782–1837).